# Кожевников, Павел Гаврилович
Павел Гаврилович Кожевников — советский хозяйственный и государственный деятель, лауреат Государственной премии СССР за выдающиеся достижения в труде.

## Биография
Родился в 1927 году в селе Самарово (ныне часть Ханты-Мансийска). Член КПСС.
Участник Великой Отечественной войны в составе 33-го ап 10-й аскд ПБ ВВС.
В 1950—2000 годах — бурильщик Тюменской буровой партии, бурильщик Уватской буровой партии, бурильщик Березовской нефтеразведки, буровой мастер Устремской партии Березовской КРП, буровой мастер Игримской ГРП Березовской КГРЭ, буровой мастер Тазовской НРЭ, буровой мастер противоаварийной партии, командир отряда Тюменской ВГСЧ, буровой мастер Тарко-Салинской НРЭ, буровой мастер Карской нефтеразведочной экспедиции производственного объединения «Ямалнефтегазгеология» Главтюменьгеологии, рабочий сектора, старший буровой мастер опытно-экспериментального отдела ЗапСибБурНИПИ.
За большой личный вклад в дело изыскания и использования внутренних резервов был в составе коллектива удостоен Государственной премии СССР за выдающиеся достижения в труде 1982 года.
Почётный гражданин Ямало-Ненецкого автономного округа.
Умер в ЯНАО в 2004 году.

## Награды
- Орден Ленина (1979)
- Орден Отечественной войны II степени (06.04.1985)
- Орден Трудового Красного Знамени (1968)